# Liste historischer Nationalhymnen
Diese Liste enthält Nationalhymnen, die nicht mehr verwendet werden. Es handelt sich dabei um
- Nationalhymnen nicht mehr bestehender Staaten/Organisationen
- Nationalhymnen bestehender Staaten/Organisationen, welche nicht mehr als Nationalhymne in Gebrauch sind

Für aktuelle Nationalhymnen siehe Liste der Nationalhymnen.
Hinweise zum Gebrauch dieser Liste:
- Internationale Organisationen sind kursiv geschrieben.
- Regionalhymnen subnationaler Einheiten werden, versehen mit Pfeilen, unter dem Staat, dem sie angehören, angeführt.
- Hymnen, die bei bestimmten Anlässen anstelle der üblichen Nationalhymne verwendet wurden, werden wie Regionalhymnen behandelt
- In den modernen Kolonialgebieten des 19. und 20. Jh. wurden üblicherweise die Hymnen der Mutterländer verwendet, diese sind dann nicht aufgeführt. Aufgeführt werden Kolonialgebiete nur dann, wenn sie eigene Hymnen verwendeten.
- Soweit Informationen vorhanden, werden für jeden Staat alle Hymnen ab dem Zeitpunkt aufgeführt, von dem an erstmals eine Hymne verwendet wurde. War deren Gebrauch zwischenzeitlich ausgesetzt, so ist dies vermerkt.
- Für die meisten Nationalhymnen gibt es keine allgemein akzeptierte Übersetzung, sowohl für den Titel als auch für den Text. Die hier verwendeten Übersetzungen stellen teils wörtliche, teils sinngemäße Übertragungen dar.
- Bei vielen frühen Nationalhymnen, die noch nicht gesetzlich festgelegt waren, ist die Frage, ob es sich bereits um Nationalhymnen im modernen Sinn handelte, meist nicht eindeutig zu beantworten. Solche Hymnen sind kursiv geschrieben, Details zum Gebrauch stehen im jeweiligen Artikel.

| Land                                                       | Hymne |
| ---------------------------------------------------------- | --- |
| Afghanistan (1926–1943)                                    | Königshymne |
| Afghanistan (1943–1973)                                    | Schahe ghajur-o-mehrabane ma („Unser tapferer und teurer König“) |
| Afghanistan (1973–1978)                                    | So Tsche Da Mezaka Asman Wi („So lange es die Erde und die Himmel gibt“) |
| Afghanistan (1978–1987)                                    | Garam schah, la garam schah („Werde heiß, werde immer heißer“) |
| Afghanistan (1987–1992)                                    | unklar |
| Afghanistan (1992–2006)                                    | Qal’a-ye Islam, qalb-e Asiya („Festung des Islam, Herz Asiens“) |
| Islamisches Emirat Afghanistan (1996/1999?–2001)           | Musikverbot, keine Hymne |
| Ägypten (1869–1923)                                        | Salam Effendina („Lang lebe der Efendi“) |
| Ägypten (1923–1936)                                        | Eslami ya Misr („Sei sicher, Ägypten“) |
| Ägypten (1936–1952)                                        | Salam Effendina („Lang lebe der Efendi“) |
| Ägypten (1952–1958)                                        | Es Salaam el gamhoury el masry („Ägyptische republikanische Hymne“) |
| Vereinigte Arabische Republik (1958–1960)                  | Nationalhymne (Vereinigte Arabische Republik, 1958–1960) |
| Vereinigte Arabische Republik (1960–1961)                  | Walla Zaman Ya Selahy („Oh du meine Waffe!“) |
| Ägypten (1961–1979)                                        | Walla Zaman Ya Selahy („Oh du meine Waffe!“) |
| Äthiopien (1930–1975)                                      | Ethiopia hoy dess ibalish beamlakish hail benegoosish („Lasst uns fröhlich sein, Äthiopier“) |
| Äthiopien (1975–1992)                                      | Ethiopia, Ethiopia, Ethiopia kidemi („Äthiopien, Äthiopien, Äthiopien zuerst“) |
| Armenien (1918–1920)                                       | Mer Hajrenik („Unser Vaterland“) |
| ASEAN (1967–2008)                                          | Let Us Move Ahead („Lass uns vorwärts schreiten“), The ASEAN Hymn („Die ASEAN-Hymne“), We Are One („Wir sind eins“) |
| Aserbaidschan (1919–1920)                                  | Azərbaycan Marşı („Marsch von Aserbaidschan“) |
| Australien (1901–1984)                                     | God Save the Queen („Gott schütze die Königin“); inoffiziell Waltzing Matilda, Song of Australia („Lied von Australien“), Advance Australia Fair („Schreite voran, schönes, glückliches Australien“)                                              |
| Biafra (1967–1970)                                         | Land of the Rising Sun („Land der aufgehenden Sonne“) |
| Bophuthatswana (1977–1994)                                 | Lefatshe leno la bo-rrarona („Das Land unserer Vorväter“) |
| Bosnien und Herzegowina (1992–1998)                        | Jedna si jedina („Eine und einzige“) |
| Brasilien (1822–1831)                                      | Hino da Independência („Hymne der Unabhängigkeit“) |
| Brasilien (1831–1889)                                      | Hino Nacional Brasileiro („Brasilianische Nationalhymne“) |
| Brasilien (1889)                                           | Hino da Proclamação da República („Hymne zur Proklamation der Republik“) |
| Bulgarien (1885–1944)                                      | Schumi Maritza („Es rauscht die Maritza“) |
| → Zarenhymne (1908–1944)                                   | Himn na Zarstvo Bulgarija („Hymne Seiner Majestät des Zaren“) |
| Bulgarien (1944–1950)                                      | Republiko nascha sdrawej („Heil der Republik“) |
| Bulgarien (1950–1964)                                      | Bulgarijo milo („Geliebtes Bulgarien“) |
| Obervolta (1960–1984)                                      | Hymne Nationale Voltaïque („Voltaische Nationalhymne“) |
| Chile (1819/1820–1828/1847)                                | Canción Nacional Chilena („Chilenisches Nationallied“) |
| China (1896–????)                                          | Li zhōngtáng lè („Lied des Li Zhongtang“, 1896 beim Staatsbesuch Li Hongzhangs in Europa verwendet) |
| China (1906–????)                                          | sòng lóng qí („Preiset die Drachenfahne“) |
| China (1911–1912)                                          | Gong Jin'ou („Stärke unser goldenes Reich“) |
| Republik China (1912–1915)                                 | Qinyun lanxi („Wie hell ist die Glück verheißende Wolke“) |
| China (1915–1916)                                          | Zhong guo xiong li yu zhou jian („Heroisch steht China im Universum“) |
| Republik China (1916–1921)                                 | unbekannt, wahrscheinlich keine |
| Republik China (1921–1928)                                 | Qinyun lanxi („Wie hell ist die Glück verheißende Wolke“) |
| Republik China (1928–1930)                                 | unklar |
| China (1930–1949)                                          | San Min Chu-i („Drei Prinzipien des Volkes“, seit 1949 noch Nationalhymne der Republik China auf Taiwan) |
| Volksrepublik China (1949–1966)                            | Marsch der Freiwilligen |
| Volksrepublik China (1966–1976)                            | Der Osten ist rot |
| Ciskei (1981–1994)                                         | Nkosi Sikelel’ iAfrika („Gott segne Afrika“) |
| Freie Stadt Danzig (1920–1939)                             | Für Danzig |
| Deutsches Reich (1871–1918)                                | keine offizielle Nationalhymne, aber diverse inoffizielle Repräsentationslieder, u. a. Die Wacht am Rhein |
| → Kaiserhymne (1871–1918)                                  | Heil dir im Siegerkranz (1795 bis 1918: Preußische Volkshymne) |
| → Königreich Preußen                                       | Diverse inoffizielle Repräsentationslieder: Heil dir im Siegerkranz, Borussia (1820–1840), Preußenlied (ab 1834), Preußens Vaterland (ab 1831), Die Wacht am Rhein (ab 1840)                                                                      |
| → Königreich Bayern                                        | Kurfürstenhymne (1799–1806), Heil unserm König, Heil! (1806–1918) |
| → Königreich Württemberg                                   | Verschiedene Textversionen der britischen Königshymne (ab 1823) |
| → Königreich Sachsen                                       | Sachsenlied (ab 1815) |
| → Großherzogtum Baden                                      | Verschiedene Textversionen der britischen Königshymne (ab ca. 1844) |
| → Großherzogtum Mecklenburg-Schwerin                       | Verschiedene Textversionen der britischen Königshymne (ab 1815) |
| → Großherzogtum Hessen                                     | Verschiedene Textversionen der britischen Königshymne (ab 1804) |
| → Großherzogtum Oldenburg                                  | Heil dir, o Oldenburg (ab 1872) |
| → Großherzogtum Sachsen-Weimar-Eisenach                    | Von der Wartburg Zinnen (ab Mitte des 19. Jh.) |
| → Großherzogtum Mecklenburg-Strelitz                       | Wie heißt der Gau im deutschen Land (ab 1836) |
| → Herzogtum Braunschweig                                   | keine eigene Hymne, ab 1885 Verwendung der preußischen Nationalhymne |
| → Herzogtum Sachsen-Meiningen                              | Meininger Hymne (ab 1900) |
| → Herzogtum Anhalt                                         | Verschiedene Textversionen der britischen Königshymne, Anhaltlied (ab 1878) |
| → Herzogtum Sachsen-Coburg und Gotha                       | ? |
| → Herzogtum Sachsen-Altenburg                              | Vom Pleißengau zum Saalestrand (ab ca. 1900, genauer Verwendungszweck unbekannt) |
| → Fürstentum Lippe                                         | keine eigene Hymne, Verwendung (einer angepassten Version) der preußischen Nationalhymne; inoffiziell: Lippe-Detmold, eine wunderschöne Stadt |
| → Fürstentum Waldeck                                       | Waldeckerlied (ab 1879) |
| → Fürstentum Schwarzburg-Rudolstadt                        | Verschiedene Textversionen der britischen Königshymne (ab 1860) |
| → Fürstentum Schwarzburg-Sondershausen                     | Verschiedene Textversionen der britischen Königshymne (ab 1855) |
| → Fürstentum Reuß jüngere Linie                            | Verschiedene Textversionen der britischen Königshymne (ab 1871) |
| → Fürstentum Schaumburg-Lippe                              | Verschiedene Textversionen der britischen Königshymne, Weihelied (ab 1851) |
| → Fürstentum Reuß ältere Linie                             | Reußenhymne (ab 1860, genauer Verwendungszweck unbekannt, wenig beliebt) |
| → Freie und Hansestadt Hamburg                             | Stadt Hamburg an der Elbe Auen (seit 19. Jh.), Auf Hamburgs Herrlichkeit heute und allezeit |
| → Freie Stadt Lübeck                                       | Lübeckisches Nationallied (seit 19. Jh., genauer Verwendungszweck unbekannt) |
| → Freie Stadt Bremen                                       | Der Bremer Schlüssel (seit 19. Jh.) |
| → / Reichsland Elsaß-Lothringen                            | Elsässisches Fahnenlied (ab 1911) |
| Deutsches Reich (1922–1933)                                | Das Lied der Deutschen |
| Deutsches Reich (1933–1945)                                | Das Lied der Deutschen, de facto nur erste Strophe; 1933–1940 in der Regel, 1940–1945 stets gefolgt vom Horst-Wessel-Lied |
| Deutschland (1945–1949)                                    | keine Hymne |
| Deutsche Demokratische Republik (1949–1990)                | Auferstanden aus Ruinen ≈1972–1990 wurde offiziell nur die Instrumentalfassung gespielt |
| BR Deutschland (1949–1952)                                 | keine Hymne, inoffiziell Ich hab mich ergeben, Hymne an Deutschland, Heidewitzka, Herr Kapitän, Wir sind die Eingeborenen von Trizonesien |
| Dominikanische Republik (1844–????)                        | Himno de la Independencia („Hymne der Unabhängigkeit“) |
| Ecuador (1830–????)                                        | Can pasos firmes y honrados („Mit sicheren Schritten und ehrenhaft“) |
| El Salvador (1866–1871)                                    | Nationalhymne (El Salvador, 1866–1871) |
| El Salvador (1871–1879)                                    | unklar |
| El Salvador (1879–1891)                                    | Saludemos la Patria orgullosos („Lasst uns stolz unsere Heimat grüßen“) |
| El Salvador (1891–1894?)                                   | El Salvador Libre („Freies El Salvador“) |
| Großfürstentum Finnland (1809–1917)                        | Keisarihymni („Kaiserhymne“) |
| Frankreich (1804–1815)                                     | Le Chant du Départ („Das Lied des Aufbruchs“) |
| Frankreich (1815–1830)                                     | Le retour des Princes Français à Paris („Die Rückkehr der französischen Fürsten/Prinzen nach Paris“), Où peut on être mieux qu’au sein de sa famille („Wo lässt sich's besser sein als im Schoße seiner Familie“)                                 |
| Frankreich (1830–1848)                                     | La Parisienne („Parislied“); alternativ Marche de Henri IV („Marsch für Heinrich IV.“) |
| Frankreich (1848–1852)                                     | Le Chant des Girondins („Das Lied der Girondisten“) |
| Frankreich (1852–1870)                                     | Partant pour la Syrie („Nach Syrien abreisend“) |
| Vichy-Frankreich (1940–1944)                               | Marseillaise, gefolgt von Maréchal, nous voilà („Hier sind wir, Marschall“) |
| Freies Frankreich (1940–1944)                              | Le Chant des partisans („Das Lied der Partisanen“) |
| Georgien (1918–1921)                                       | Dideba („Es sei gepriesen“) |
| Georgien (1991–2004)                                       | Dideba („Es sei gepriesen“) |
| Ghana (1957–1966)                                          | Lift high the flag of Ghana („Hisst die Flagge Ghanas“) |
| Staat Hatay (1938–1939)                                    | İstiklâl Marşı („Unabhängigkeitsmarsch“) |
| Haiti (1893–1903)                                          | Quand nos Aïeux brisèrent leurs entraves („Als unsere Vorfahren ihre Ketten zerbrachen“) |
| Heiliges Römisches Reich (1797–1806)                       | Gott erhalte Franz den Kaiser |
| Hawaii (1860–1866)                                         | E Ola Ke Aliʻi Ke Akua („Gott schütze den König“) |
| Hawaii (1866–1876)                                         | He Mele Lāhui Hawaiʻi („Lied der hawaiischen Nation“) |
| Honduras (1838?–1915)                                      | La Granadera („Die Grenadierin“) |
| Indien (1947–1950)                                         | Vande Mataram („Ich huldige der Mutter“) und Jana Gana Mana („Herrscher über den Geist des Volkes“) |
| Königreich Irak (1921–1958)                                | Königlicher Salut |
| Irak (1959–1965)                                           | My Country („Mein Land“) |
| Irak (1965–1981)                                           | Walla Zaman Ya Selahy („Oh du meine Waffe!“) |
| Irak (1981–2003)                                           | Ardul-Furataini Watan („Das Zweistromland ist unsere Heimat“) |
| Irak (2003–2004)                                           | My Country („Mein Land“) |
| Persien (????–1933)                                        | Salamati-ye Schah („Wohlergehen des Schahs“) |
| Iran (1933–1979)                                           | Sorud-e Schahanschahi Iran („Kaiserliche Hymne des Iran“) |
| Iran (1979–1981)                                           | keine, de facto Ey Iran („O Iran!“) |
| Iran (1981–1990)                                           | Payandeh Bada Iran („Dauerhafter Iran“) |
| Irland (1919–1926)                                         | God Save Ireland („Gott schütze Irland“) |
| Island (????–1983)                                         | Eldgamla Ísafold („Uraltes Eisland“) |
| Königreich Italien (1861–1946)                             | Marcia Reale („Königlicher Marsch“) |
| Königreich Italien (1922–1943)                             | Marcia Reale gefolgt von der Parteihymne Giovinezza („Jugend“) |
| Italienische Sozialrepublik (1943–1945)                    | Giovinezza („Jugend“) |
| Italien (1946–1947)                                        | Canzone del Piave („Lied des Piave“) |
| Jemen (????–1962)                                          | Königlicher Salut |
| Nordjemen (1962–1978)                                      | Nationalhymne (Nordjemen, 1962–1978) |
| Nordjemen (1978–1990)                                      | A Nation's Will („Wille der Nation“) |
| Südjemen (1967–1979)                                       | Nationalhymne (Südjemen, 1967–1979) |
| Südjemen (1979–1990)                                       | Nationalhymne (Südjemen, 1979–1990) |
| Jugoslawien (1918–1945)                                    | Bože Pravde („Gott der Gerechtigkeit“), Lijepa naša domovino („Unser schönes Heimatland“) und Naprej zastava slave („Vorwärts, Fahne des Ruhms“)                                                                                                  |
| Jugoslawien (1945–2006)                                    | Hej Sloveni („Hey, Slawen“) |
| Kambodscha (1941–1970)                                     | Nokoreach („Königreich“) |
| Khmer-Republik (1970–1975)                                 | Lied der Khmer-Republik |
| Kambodscha (1975–1976)                                     | Nokoreach („Königreich“) |
| Kampuchea (1976–1979)                                      | Dap Prampi Mesa Chokchey („Ruhmreicher 17. April“) |
| Kampuchea (1979–1989)                                      | Nationalhymne (Kambodscha, 1979–1989) |
| Kambodscha (1989–1993)                                     | unbekannt |
| Kanada (1867–1980)                                         | God Save the King („Gott schütze den König“) |
| Kap Verde (1975–1996)                                      | Esta é a Nossa Pátria Bem Amada („Dies ist unser geliebtes Vaterland“) |
| Kasachstan (1991–2006)                                     | Qazaqstan Respwblïkasınıñ Memlekettik Änuranı („Nationalhymne der Republik Kasachstan“) |
| Kenia (????–1963)                                          | Kenya! Land of the Lion („Kenia! Land des Löwen“) |
| Kirchenstaat (1857–1869)                                   | Marcia Trionfale („Triumphmarsch“) |
| Komoren (1975–1978)                                        | Wungwana ngasi nuwo („Wir haben die Freiheit!“) |
| Konföderierte Staaten von Amerika                          | God Save the South („Gott schütze den Süden“), Dixie („Dixieland“), The Bonnie Blue Flag („Die schöne blaue Flagge“) |
| Belgisch-Kongo (1905?–1960)                                | Vers l'Avenir („Der Zukunft entgegen“) |
| Kongo-Leopoldville (1960–1971)                             | Debout Congolais („Stehe auf, Kongolese“) |
| → Katanga (1960–????)                                      | Vers l'Avenir („Der Zukunft entgegen“) |
| → Katanga (????–1963)                                      | La Katangaise („Katangalied“) |
| → Süd-Kasai (1960–1961)                                    | keine eigene Hymne, verwendet wurde Debout Congolais („Stehe auf, Kongolese“) |
| Zaire (1971–1997)                                          | La Zaïroise („Zairelied“) |
| Volksrepublik Kongo (1970–1991)                            | Les Trois Glorieuses („Die drei ruhmreichen Tage“) |
| Korea (1902–1910)                                          | Daehan jeguk Aegukga („Nationalhymne des Koreanischen Kaiserreichs“) |
| Kretischer Staat (1898–1913)                               | Kritikos Ymnos („Kretische Hymne“) |
| Kuwait (1951–1978)                                         | Amiri Salute („Emir-Salut“) |
| Laos (1949–1975)                                           | Xatlao tangtae deumma keunseuleuxa yunay asie („Einstmals wurde hoch gerühmt“) |
| Libyen (1951–1969)                                         | Libya, Libya, Libya („Libyen, Libyen, Libyen“) |
| Libyen (1969–2011)                                         | Allahu Akbar („Gott ist (unvergleichlich) groß“) |
| Madagaskar (????–1896)                                     | Andriamanitra („Gott“) |
| Republik Mahabad (1945–1946)                               | Ey Reqîb („Der Feind“) |
| Malediven (????–1948/1964)                                 | Salaamathi („Ankerseil“) |
| Malediven (1948–1972)                                      | Canary Magu („Kanarienstraße“) |
| Mali-Föderation (1959–1960)                                | Le Mali („Mali“) |
| Mandschukuo (1933–1942)                                    | Mǎnzhōu Guó Jiàn Guógē („Unabhängigkeitslied von Mandschukuo“) |
| Mandschukuo (1942–1945)                                    | Mǎnzhōu Guó Guógē („Nationalhymne von Mandschukuo“; jap. „Manshū-koku Kokka“) |
| Marshallinseln (????–1991)                                 | Ij yokwe lok aelon ko ije iar lotak ie („Ich liebe das Land meiner Geburt“) |
| Föderierte Staaten von Mikronesien (1976–1991)             | Preamble („Präambel“) |
| Moldau (1991–1994)                                         | Deșteaptă-te, române! („Erwache, Rumäne!“) |
| Mongolei (1924–1950)                                       | Mongol Intyörnatsional („Mongolische Internationale“) |
| Montenegro (1870–1918)                                     | Ubavoj nam Crnoj Gori („Unser schönes Montenegro“) |
| Montserrat (1995–2013)                                     | Montserrat My Country („Montserrat, mein Land“) |
| Mosambik (1975–2002)                                       | Viva, Viva a FRELIMO („Lang lebe die FRELIMO“) |
| Nepal (1962–2006)                                          | Rashtriya Gan („Nationallied“) |
| Neufundland (1904–1949)                                    | Ode to Newfoundland („Ode an Neufundland“) |
| Föderativer Staat Neurussland (2014–2015)                  | Schiwi, Noworossija! („Lebe, Neurussland!“) |
| Nicaragua (1838–1876)                                      | La Antífona de los Colores („Der Wechselgesang der Farben“) |
| Nicaragua (1876–1889)                                      | Soldados, ciudadanos, a las armas („Soldaten, Bürger, an die Waffen“) |
| Nicaragua (1889–1893)                                      | Himno de los Palomos („Hymne der Tauben“) |
| Nicaragua (1893–1910)                                      | Hermosa Soberana („Schöne Herrscherin“) |
| Nicaragua (1910–1939)                                      | La Patria Amada („Das Geliebte Vaterland“) |
| Niederlande (1815–1932)                                    | Wien Neêrlands Bloed („Wem niederländisches Blut“) |
| Niederländisch-Neuguinea (1961–1963)                       | Hai Tanahku Papua („Oh mein Land Papua“) |
| Niederländische Antillen (1964–2000)                       | Tera di Solo y suave biento („Land der Sonne und der leichten Brise“) |
| Niederländische Antillen (2000–2010)                       | Het Volkslied zonder titel („Die Hymne ohne Titel“) |
| Niger (1961–2023)                                          | La Nigérienne („Die Nigrische“) |
| Nigeria (1960–1978)                                        | Nigeria, We Hail Thee („Nigeria, wir grüßen dich“) |
| Nordkorea (1945–1947)                                      | Aegukga („Patriotisches Lied“) |
| Norwegen (1814–1820)                                       | Norges Skaal („Norwegens Prost“) |
| Norwegen (1820–1864)                                       | Sønner av Norge („Söhne von Norwegen“) |
| Organisation der Zentralamerikanischen Staaten (1973–1991) | La Granadera („Die Grenadierin“) |
| Oranje-Freistaat (1854–1904)                               | Vrystaatse Volkslied („Freistaat-Hymne“) |
| Osmanisches Reich (1808–1839)                              | Mahmudiye (für Mahmud II.) |
| Osmanisches Reich (1839–1861)                              | Mecidiye (für Abdülmecid I.) |
| Osmanisches Reich (1861–1876)                              | Aziziye (für Abdülaziz) |
| Osmanisches Reich (1876–1909)                              | Hamidiye (für Abdülhamid II.) |
| Osmanisches Reich (1909–1918)                              | Reşadiye (für Mehmed V.) |
| Osmanisches Reich (1918–1922)                              | Mahmudiye (für Mehmed VI.) |
| Islamische Republik Ostturkestan (1933–1934)               | vermutlich Istiqlal Marshi („Unabhängigkeitsmarsch“) |
| Republik Ostturkestan (1944–1946)                          | unbekannt, vielleicht Istiqlal Marshi („Unabhängigkeitsmarsch“) |
| Österreich (1804–1867)                                     | Österreichische Kaiserhymnen |
| Österreich-Ungarn (1867–1918)                              | Österreichische Kaiserhymnen |
| Österreich (1920–1929)                                     | Deutschösterreich, du herrliches Land |
| Österreich (1929–1938)                                     | Sei gesegnet ohne Ende |
| Österreich (1934–1938)                                     | Sei gesegnet ohne Ende, gefolgt vom Lied der Jugend |
| Pakistan (1947–1948)                                       | Āe sarzamīn-e-Pāk („O Pakistan“) |
| Pakistan (1948–1950)                                       | unbekannt, wahrscheinlich keine Hymne |
| Paraguay (1831–1846)                                       | Tetã purahéi („Hymne der Unabhängigkeit“) |
| Parthenopäische Republik (1799)                            | Bell’Italia, ormai ti desta („Schönes Italien, nun bist du erwacht“) |
| Republik Piratini (1835–1845)                              | Hino Rio-Grandense („Rio-Grande-Hymne“) |
| Portugal (1809–1834)                                       | Hino Patriótico („Patriotische Hymne“) |
| Portugal (1834–1910)                                       | Hino da Carta Constitucional („Hymne der Verfassung“) |
| Südrhodesien (1965–1970)                                   | God Save the Queen („Gott schütze die Königin“) |
| Rhodesien (1970–1974)                                      | keine Nationalhymne |
| Rhodesien (1974–1979)                                      | Rise O Voices of Rhodesia („Erhebt euch, Stimmen von Rhodesien“) |
| Rumänien (1866–1947)                                       | Trăiască Regele („Heil unserm König“) |
| Rumänien (1948–1953)                                       | Zdrobite cătușe („Zerbrochen die Ketten“) |
| Rumänien (1953–1977)                                       | Te slăvim, Românie („Wir preisen Dich, Rumänien“) |
| Rumänien (1977–1989)                                       | Trei culori („Drei Farben“) |
| Russland (1791–1816)                                       | Grom Pobedy, Rasdawaisja! („Lasst den Ruf des Sieges ertönen!“) |
| Russland (1816–1833)                                       | Molitwa Russkich („Gebet der Russen“) |
| Russland (1833–1917)                                       | Bosche, Zarja chrani! („Gott schütze den Zaren!“) |
| Russische Republik (Februar–November 1917)                 | Otretschomsja ot starowo mira („Lasst uns die alte Welt verdammen“), Marseillaise („Marseillelied“) |
| Sowjetrussland (1917–1922)                                 | Die Internationale |
| Sowjetunion (1922–1943)                                    | Die Internationale |
| Sowjetunion (1944–1991)                                    | Hymne der Sowjetunion |
| → Armenische SSR (1944–1991)                               | Hymne der Armenischen SSR |
| → Aserbaidschanische SSR (1944–1992)                       | Hymne der Aserbaidschanischen SSR |
| → Estnische SSR (1945–1991)                                | Hymne der Estnischen SSR |
| → Georgische SSR (1954–1991)                               | Hymne der Georgischen SSR |
| → Karelo-Finnische SSR (1950er–1956)                       | Hymne der Karelo-Finnischen SSR |
| → Kasachische SSR (1945–1991)                              | Hymne der Kasachischen SSR |
| → Kirgisische SSR (1946–1992)                              | Hymne der Kirgisischen SSR |
| → Lettische SSR (1945–1991)                                | Hymne der Lettischen SSR |
| → Litauische SSR (1950–1991)                               | Hymne der Litauischen SSR |
| → Moldauische SSR (1945–1991)                              | Hymne der Moldauischen SSR |
| → Tadschikische SSR (1946–1994)                            | Hymne der Tadschikischen SSR |
| → Turkmenische SSR (1947–1997)                             | Hymne der Turkmenischen SSR |
| → Ukrainische SSR (1949–1991)                              | Hymne der Ukrainischen SSR |
| → Usbekische SSR (1947–1992)                               | Hymne der Usbekischen SSR |
| → Belarussische SSR (1955–1991)                            | Hymne der Weißrussischen SSR |
| Russland (1991–2000)                                       | Patriotitscheskaja Pesnja („Patriotisches Lied“) |
| → Republik Dagestan (2003–2016)                            | Dagestan, ty otchizna svyataya („Dagestan, du heiliges Vaterland“) |
| → Tschetschenische Republik Itschkerien (1991–2000)        | Öżalla ya marşo („Tod oder Freiheit“) |
| → Republik Tuwa (1993–2011)                                | Tooruktug Dolgay Tangdym („Der Wald ist voller Pinienkerne“) |
| Südmolukken (1950–1960)                                    | Hena Masa Waja |
| Südmolukken (1960–????)                                    | Maluku, Tanah Airku („Molukken, mein Heimatland“) |
| Ruanda (1962–2001)                                         | Rwanda rwacu („Unser Ruanda“) |
| San Marino (????–1894)                                     | Giubilanti d'amore fraterno („Jubel der brüderlichen Liebe“) |
| Sansibar (????–1890)                                       | Nationalhymne (Sansibar, bis 1890) |
| Sansibar (1911–1964)                                       | National March for the Sultan of Zanzibar („Nationaler Marsch für den Sultan von Sansibar“) |
| Sarawak (1872–1946)                                        | Gone Forth Beyond the Sea („Weit übers Meer gegangen“) |
| Sarawak (1946–1973)                                        | Fair Land Sarawak („Schönes Land Sarawak“) |
| Sarawak (1973–1988)                                        | Sarawak Bahagia („Glückliches Sarawak“) |
| Königreich beider Sizilien (1816/1844?–1861)               | Inno al Re („Hymne des Königs“) |
| Savoyen (1855–????)                                        | Les Allobroges („Die Allobroger“) |
| Schweiz (????–1961)                                        | Rufst du, mein Vaterland |
| Seychellen (1976–1978)                                     | En Avant („Vorwärts“) |
| Seychellen (1978–1996)                                     | Fyer Seselwa („Seid stolz, Seycheller“) |
| Sikkim (1965?–1970?)                                       | Our Kingdom Sikkim („Unser Königreich Sikkim“) |
| Sikkim (1970?–1975)                                        | Sikkim Blooming So Fresh and Beautiful („Sikkim blüht so frisch und schön“) |
| Simbabwe–Rhodesien (1979)                                  | Rise O Voices of Rhodesia („Erhebt euch, Stimmen von Rhodesien“) |
| Simbabwe (1980–1994)                                       | Ishe Komborera Africa („Gott segne Afrika“) |
| Sardinien (1816–1861)                                      | Conservet Deus su Re („Gott erhalte den König“) |
| Slowakei (1939–1945)                                       | Hej, Slováci („Hey, Slawen“) |
| Slowenien (1860–1990)                                      | Naprej zastava slave („Vorwärts, Fahne des Ruhms“) |
| Somalia (1960–2000)                                        | Nationalhymne (Somalia, 1960–2000) |
| Somalia (2000–2012)                                        | Somaliyaay toosoo („Somalia, erwache“) |
| Somaliland (1960)                                          | Kaana Siib Kanna Saar |
| Spanien (1770–1931)                                        | Marcha Real („Königlicher Marsch“) |
| Spanien (1931–1936/39)                                     | Himno de Riego („Hymne von Riego“) |
| Spanien (1937/39–1976)                                     | Triple Himno („Dreifache Hymne“): Marcha de Oriamendi („Marsch von Oriamendi“, Parteihymne der Carlisten), gefolgt von Cara al Sol („Gesicht zur Sonne“, Parteihymne der Falange) und Marcha Real („Königlicher Marsch“, der alten Nationalhymne) |
| Südafrikanische Union (1910–1934)                          | God Save the King („Gott schütze den König“) |
| Südafrika (ca. 1930er–1961)                                | God Save the Queen („Gott schütze die Königin“) und Die Stem van Suid-Afrika („Die Stimme Südafrikas“) |
| Südafrika (1961–1994)                                      | Die Stem van Suid-Afrika („Die Stimme Südafrikas“) |
| Südafrika (1994–1997)                                      | Die Stem van Suid-Afrika („Die Stimme Südafrikas“) und Nkosi Sikelel’ iAfrika („Gott segne Afrika“) |
| Transvaal (1858–1902)                                      | Transvaalse Volkslied („Transvaal-Hymne“) |
| Südsudan (2005–2011)                                       | SPLA National Anthem („SPLA-Nationalhymne“) |
| Siam (1913?–1932/1939)                                     | Phleng Sanrasoen Phra Barami („Lobpreisung des Königs“) |
| Togo (1960–1979)                                           | Salut à toi, pays de nos aïeux („Gegrüßt seist du, Land unserer Vorväter“) |
| Togo (1979–1992)                                           | Unité Nationale („Nationale Einheit“) |
| Freies Territorium von Triest (1947–1954)                  | Canzone del Piave („Lied des Piave“) |
| Tschechoslowakei (1919/1920–1992)                          | Československá hymna („Tschechoslowakische Hymne“), bestehend aus Kde domov můj („Wo ist meine Heimat?“) und Nad Tatrou sa blýska („Es blitzt über der Tatra“)                                                                                    |
| Transkei (1963/1976–1994)                                  | Nkosi Sikelel’ iAfrika („Gott segne Afrika“) |
| Tibet (18. Jh.–???)                                        | Ghang ri rawe („Umgeben von einem Wall [aus Schneebergen]“) |
| Tibet (???–ca. 1950)                                       | keine Hymne, de facto bisweilen God Save the King („Gott schütze den König“) |
| Tibet (ca. 1950–???)                                       | Nationalhymne der tibetanischen Regierung |
| Toskana (???–1860)                                         | La Leopolda („Leopoldlied“) |
| Tunesien (1846–1957)                                       | Beylical („Bey-Hymne“) |
| Tunesien (1957–1987)                                       | Ala Khallidi („Mach uns unsterblich“) |
| Tuwinische Volksrepublik (1921?–1944)                      | Tuwinische Internationale |
| Ukrainische Volksrepublik (1917–1920)                      | Schtsche ne wmerla Ukrajina („Noch sind der Ukraine Ruhm und Freiheit nicht gestorben“) |
| Ungarn (????–1823)                                         | Boldogasszony Anyánk („Muttergottes“) |
| Vatikanstadt (1929–1949)                                   | Marcia Trionfale („Triumphmarsch“) |
| Venda (1979–1994)                                          | Pfano na vhuthihi („Frieden und Zusammengehörigkeit“) |
| Annam (1802–1945)                                          | Đăng đàn cung („Palastmelodie“) |
| Kaiserreich Vietnam (1945)                                 | Đăng đàn cung („Palastmelodie“) |
| Demokratische Republik Vietnam (1945–1976)                 | Tiến Quân Ca („Marschiert an die Front“) |
| Staat Vietnam (1948–1955)                                  | Thanh niên Hành Khúc („Ruf an die Jugend“) |
| Südvietnam (1955–1975)                                     | Tiếng Gọi Công Dân („Ruf an die Bürger“) |
| Südvietnam (1975–1976)                                     | Giải phóng miền Nam („Befreit den Süden“) |
| Vereinigte Staaten (????–1931)                             | Hail, Columbia („Heil Dir, Columbia“), My Country, ’Tis of Thee („Mein Land, von Dir ist's“) |
| Belarus (1918–1919)                                        | Vajacki marš („Soldatenmarsch“) |
| Vereinigte Provinzen von Zentralamerika (1823–1824)        | La Granadera („Die Grenadierin“) |
| Zentralamerikanische Konföderation (1824–1839)             | La Granadera („Die Grenadierin“) |